# 美女と怪龍
『歌舞伎十八番 鳴神 美女と怪龍』（かぶきじゅうはちばん なるがみ びじょとかいりゅう）は、1955年（昭和30年）10月3日公開の日本映画である。東映製作・配給。監督は吉村公三郎。モノクロ、スタンダード、100分。
歌舞伎十八番の一つ『鳴神』を映画化した作品。前進座創立25周年を記念して製作され、河原崎長十郎を始めとする前進座の俳優が総出演した。第29回キネマ旬報ベスト・テン第10位。

## スタッフ
- 監督：吉村公三郎
- 製作：糸屋寿雄、山田典吾、大森康正
- 脚本：新藤兼人
- 撮影：宮島義勇
- 音楽：伊福部昭
- 美術：丸茂孝
- 録音：東城絹児郎
- 照明：和多田弘

## キャスト
- 文屋豊秀：東千代之介
- くものたえま姫：乙羽信子
- 鳴神上人：河原崎長十郎
- みよし：日高澄子
- うてな：浦里はる美
- 錦の前：田代百合子
- 早雲王子：河原崎国太郎
- 関白基経：嵐芳三郎
- 小野春道：瀬川菊之丞
- 黒雲坊：市川祥之助
- 滝野：河原崎しづ江
- 小野春風：片岡栄二郎
- 遠真僧：吉田義夫
- 桂団之丞：上代悠司
- 桃井中将：中野市女蔵
- 阿部清明：高松錦之助
- 白雲坊：殿山泰司

## その他
時代劇ながら、アイスキャンディーが登場したり、ヒロインらがマンボを踊るなど娯楽性の高い作品となっている。